# Česlovas Vytautas Stankevičius

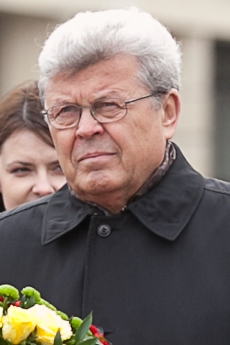
Česlovas Vytautas Stankevičius

Česlovas Vytautas Stankevičius (* 27. Februar 1937 im Dor Šeštinės, Bezirk Vilkaviškis) ist ein litauischer konservativer Politiker, Seimas-Vizepräsident und Verteidigungsminister Litauens. Zeitweise (nach 1992) diente er seinem Land als Diplomat im Range eines Botschafters.

## Leben
1956 absolvierte Stankevičius die Fachmittelschulbildung eines Bautechnikers und erwarb das Fachabitur am Polytechnikum Kaunas. Von 1956 bis 1959 leistete er den Pflichtdienst bei der Sowjetarmee in Russland. 1965 absolvierte Stankevičius das Diplomstudium (Abendstudium) des Bauingenieurwesens mit Auszeichnung an der Baufakultät des Politechnikos institutas in Kaunas. Von 1959 bis 1990 arbeitete er als Konstrukteur am Institut der Stadtbauplanung.
Ab 1988 war er aktiv bei der Sąjūdis-Bewegung in Kaunas. Am 24. Februar 1990 wurde Stankevičius in den Obersten Sowjet und 2008 in den litauischen Seimas gewählt. Bis 2012 war er Stellvertretender Vorsitzender des Seimas. Stankevičius war Mitglied des Europaausschusses, des Ausschusses für nationale Sicherheit und Verteidigung und des Rechtsausschusses.
Er war Mitglied der Tėvynės Sąjunga – Lietuvos krikščionys demokratai.